# Mbatsé
Mbatsé är en ort i Komorerna.   Den ligger i distriktet Grande Comore, i den nordvästra delen av landet, 30 km nordost om huvudstaden Moroni. Mbatsé ligger 324 meter över havet och antalet invånare är 123. Den ligger på ön Grande Comore.
Terrängen runt Mbatsé är kuperad västerut, men österut är den platt. Havet är nära Mbatsé österut.  Närmaste större samhälle är Mbéni, 5,2 km söder om Mbatsé. 